# Nicolae Vlădescu
Nicolae Vlădescu (n. 23 iulie 1890 – d. 10 septembrie 1947) a fost un general român, care a îndeplinit funcții de comandă în timpul celui de-al Doilea Război Mondial.
A fost invalid reintegrat, fiind clasat pentru serviciul de birou, conform art. 62 din L.P.O.
Generalul de divizie Nicolae Vlădescu a fost trecut în cadrul disponibil la 9 august 1946, în baza legii nr. 433 din 1946, și apoi, din oficiu, în poziția de rezervă la 9 august 1947.

## Legături externe
- en  Generals.dk